# Laguna (Santa Catarina)
Laguna (Santa Catarina) là một đô thị thuộc bang Santa Catarina, Brasil. Đô thị này có diện tích 441 km², dân số năm 2007 là 50179 người, mật độ 113,8 người/km².